# Limnocythere liporeticulata
Limnocythere liporeticulata är en kräftdjursart som beskrevs av Magali Delorme 1968. Limnocythere liporeticulata ingår i släktet Limnocythere och familjen Limnocytheridae. Inga underarter finns listade i Catalogue of Life.